# Dadicho Qatraya
Dadicho Qatraya (Dadišo' Qaṭrāyā) est un religieux chrétien de l'Église d'Orient, écrivain de langue syriaque, ayant vécu à la fin du VIIe siècle.
Tout ce qu'on sait de sa vie se trouve dans ses écrits. Il était natif du Qatar (Beth Qatrayé en syriaque), et fut ensuite moine dans le Khuzestan (Beth Houzayé) : d'abord dans le couvent de Rabkennaré, où il embrassa la vie religieuse ; dans celui de Rabban Sabor (situé près de la ville de Sustar, et peut-être le même que le précédent) ; et dans celui des Saints-Apôtres. Dans l'introduction du traité XIII de son commentaire de l'Asceticon d'Isaïe de Gaza, il se plaint de ses fréquents problèmes de santé, qui l'empêchent de s'atteler comme il le voudrait à son œuvre. Quant à l'époque où il vivait, il indique dans le même traité qu'il a connu Rabban Sabor ; dans le traité XV, il mentionne Rabban Khoudawi et Rabban Sabor « de sainte mémoire » ; or, nous savons par le Livre de la chasteté d'Ichodenah de Bassora (n° 55, 79) que les deux étaient contemporains, et par la Chronique de Séert que Rabban Khoudawi mourut sous le règne du calife Moawiya Ier (661-680). Également dans le traité XV, il évoque comme mort le catholicos Ichoyahb III (649-660), et dans le traité XIII, il parle de Babaï le Grand (mort en 628) comme d'un homme de la génération précédant la sienne.
Il est l'auteur de deux commentaires : l'un, en quinze traités, sur la traduction syriaque de l'Asceticon (ou vingt-neuf Discours ascétiques) d'Isaïe de Gaza ; l'autre, sous forme de questions/réponses, sur le Paradis des Pères, une compilation en syriaque des Apophtegmes des Pères du désert réalisée au milieu du VIIe siècle par le moine Enanicho d'Adiabène, du monastère de Beth'Abhé, qui avait séjourné en Égypte et en Palestine. Ce deuxième commentaire se trouve dans un manuscrit de la British Library (BL Add. 17264). On possède également un Traité sur la solitude et la prière (dit aussi Sept semaines de solitude), édité par Alphonse Mingana (Woodbrook Studies, vol. 7, 1934, p. 70-143) et une Lettre à Mar Abkoch sur l'hésychia, éditée par Antoine Guillaumont (Mémorial André-Jean Festugière, Genève, Patrick Cramer, 1984, p. 235-245). Il reste aussi de lui d'autres textes inédits : des traités sur la vie ascétique, des oraisons funèbres et quelques lettres.

## Édition
- René Draguet (éd.), Commentaire du livre d'Abba Isaïe par Dadiso Qatraya (VIIe siècle), CSCO 326/327 (Script. Syri 144/145), Louvain, 1972.